# Cinque Nazioni femminile 1999
Il Cinque Nazioni 1999 fu la prima edizione del torneo rugbistico femminile tra le quattro Home Nation delle Isole Britanniche più la Francia (entrata nella competizione in tale edizione) a chiamarsi con tale nome, e la quarta assoluta considerandone anche la denominazione di Home Championship.
Il torneo fu vinto dall'Inghilterra, che realizzò il Grande Slam.
Per la prima volta, il torneo si diede un calendario strutturato in giornate, con una squadra che, a turno, riposava.

## Risultati

### 1ª giornata
| Dublino 7 febbraio 1999 | Irlanda | 0 – 24 referto | Francia | Blackrock College |

| Edimburgo 7 febbraio 1999 | Scozia | 23 – 0 referto | Galles | Inverleith |

### 2ª giornata
| Londra 28 febbraio 1999 | Inghilterra | 34 – 7 referto | Scozia | Richmond Atletic Ground |

| Llanelli 28 febbraio 1999 | Galles | 26 – 0 referto | Irlanda | Stradey Park |

### 3ª giornata
| Savigny-sur-Orge 5 marzo 1999 | Francia | 34 – 5 referto | Galles | (900 spett.) |

| Dublino 7 marzo 1999 | Irlanda | 0 – 56 referto | Inghilterra | Blackrock College |

### 4ª giornata
| Worcester 21 marzo 1999 | Inghilterra | 13 – 8 referto | Francia | Sixways Stadium (800 spett.) |

| Edimburgo 21 marzo 1999 | Scozia | 22 – 3 referto | Irlanda | Inverleith |

### 5ª giornata
| Melun 9 aprile 1999 | Francia | 48 – 18 referto | Scozia | Stadio municipale |

| Swansea 10 aprile 1999 | Galles | 11 – 83 referto | Inghilterra | St Helen's |

## Classifica
| Pos | Squadra     | G | V | N | P | PF  | PS  | DP   | Pt |
| --- | ----------- | - | - | - | - | --- | --- | ---- | -- |
| 1   | Inghilterra | 4 | 4 | 0 | 0 | 186 | 26  | +160 | 8  |
| 2   | Francia     | 4 | 3 | 0 | 1 | 114 | 36  | +78  | 6  |
| 3   | Scozia      | 4 | 2 | 0 | 2 | 70  | 87  | −17  | 4  |
| 4   | Galles      | 4 | 1 | 0 | 3 | 42  | 140 | −98  | 2  |
| 5   | Irlanda     | 4 | 0 | 0 | 4 | 5   | 128 | −123 | 0  |